# Zethenia aritai
Zethenia aritai là một loài bướm đêm trong họ Geometridae.